# Fosse La Sentinelle
La fosse La Sentinelle de la Compagnie des mines d'Anzin est un ancien charbonnage du bassin minier du Nord-Pas-de-Calais, situé à La Sentinelle. Commencée en 1818 et productive peu après, la fosse est arrêtée à l'extraction en 1830. Le puits est serrementé en 1852 et la fosse est reconvertie en église. Des cités de corons ont été bâties autour de la fosse. Le site a une certaine notoriété non pas par rapport à l'extraction qu'il y a eu, mais par rapport à sa reconversion.
Au début du XXIe siècle, Charbonnages de France matérialise la tête du puits d'extraction La Sentinelle. L'église et son annexe sont classées aux monuments historiques par le décret du 23 novembre 2009. Les façades et les toitures du Coron de l'Église sont inscrits aux monuments historiques depuis le 1er décembre de la même année. La fosse La Sentinelle, le coron de l'Êglise, le coron Carré et le dispensaire de la Société de Secours Minière ont été inscrits le 30 juin 2012 sur la liste du patrimoine mondial de l'Unesco.

## La fosse

### Fonçage
La fosse La Sentinelle est entreprise en 1818 à La Sentinelle, à 355 mètres au nord-ouest de la fosse Bon Air et à 1 230 mètres au sud de la fosse Dutemple. L'orifice du puits est situé à l'altitude de 55 mètres. Le terrain houiller est atteint à la profondeur de 64 mètres.

### Exploitation
La fosse produit peu après le début de ses travaux, mais est arrêtée à l'extraction en 1830. Le puits, profond de 170 mètres, est serrementé en 1852. La fosse est alors transformée en église, le projet ayant été prévu déjà cinq ans plus tôt. En 1853, une chapelle est élevée sur l'emplacement de la fosse et est bénie en 1854. Des travaux d'agrandissement de la sacristie et pour l'installation des fonts baptismaux, d'une tribune pour les enfants de chœur et d'un tambour sont entrepris en 1872.

### Reconversion
Au début du XXIe siècle, Charbonnages de France matérialise la tête des puits d'extraction La Sentinelle. Le BRGM y effectue des inspections chaque année. L'église et son annexe sont classées aux monuments historiques en totalité par le décret du 23 novembre 2009. La fosse reconvertie en église fait partie des 353 éléments répartis sur 109 sites qui ont été inscrits le 30 juin 2012 sur la liste patrimoine mondial de l'Unesco. Elle constitue une partie du site no 13.

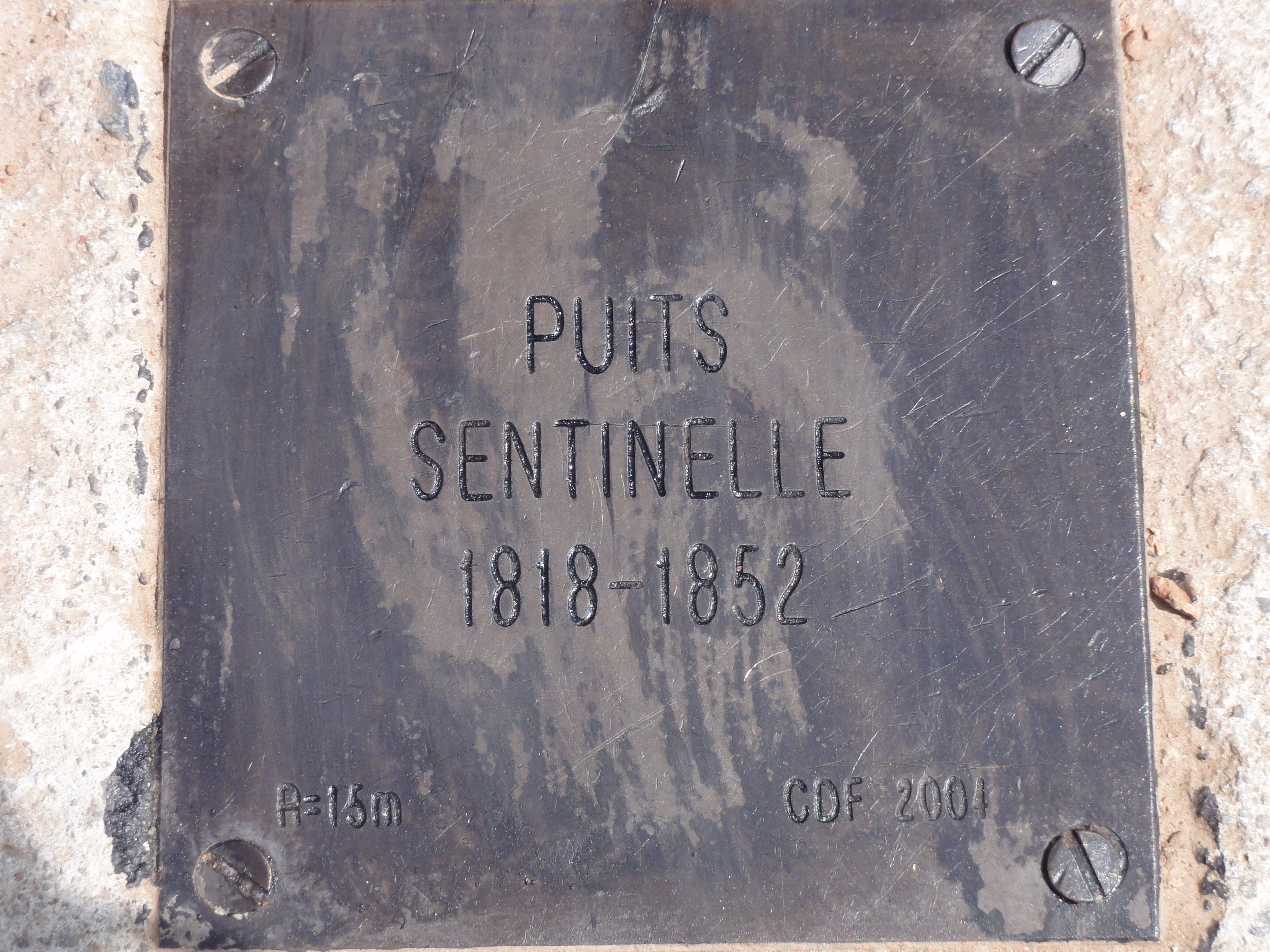
« Puits La Sentinelle, 1818-1852 ».
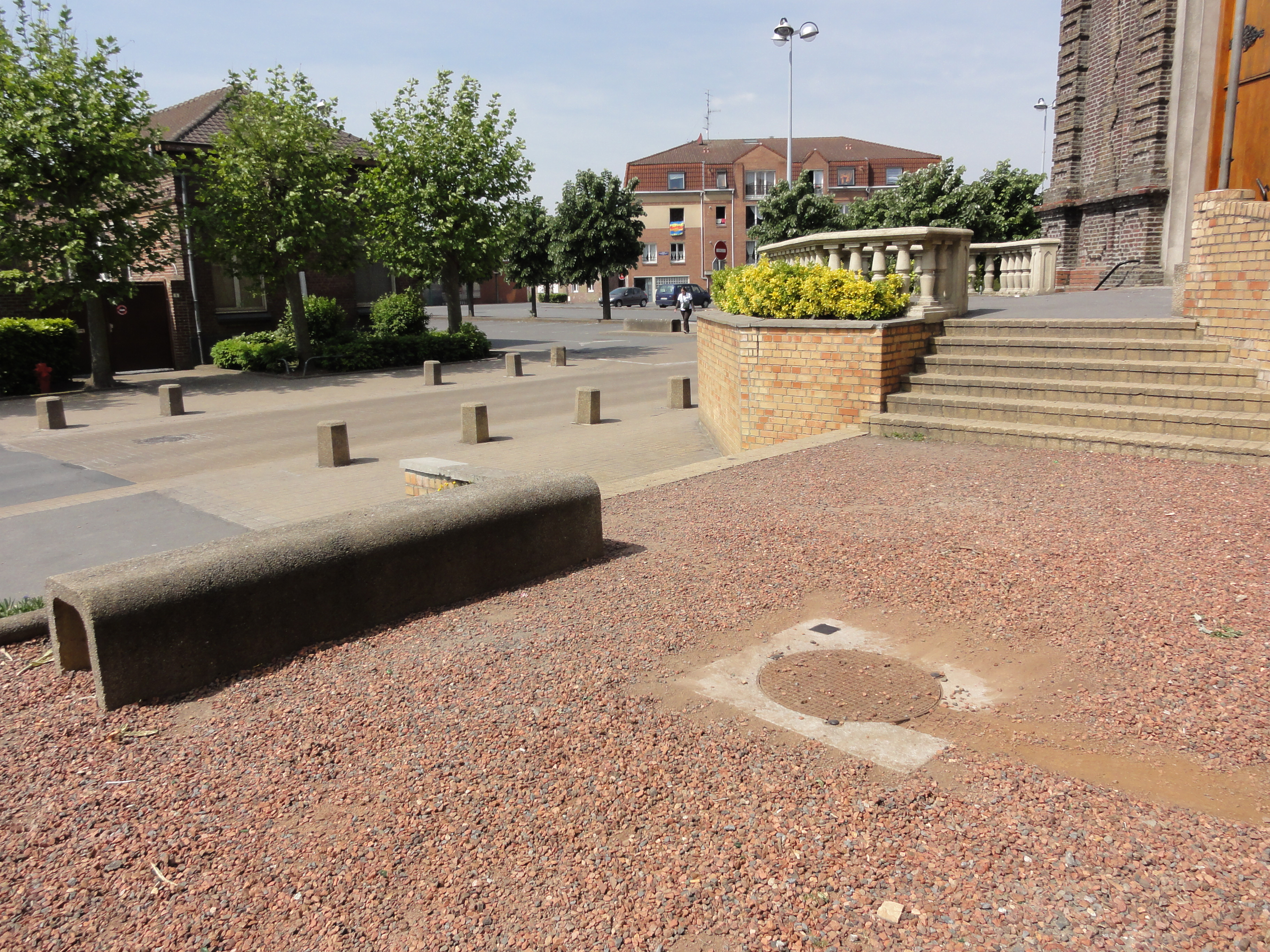
La tête de puits matérialisée La Sentinelle.
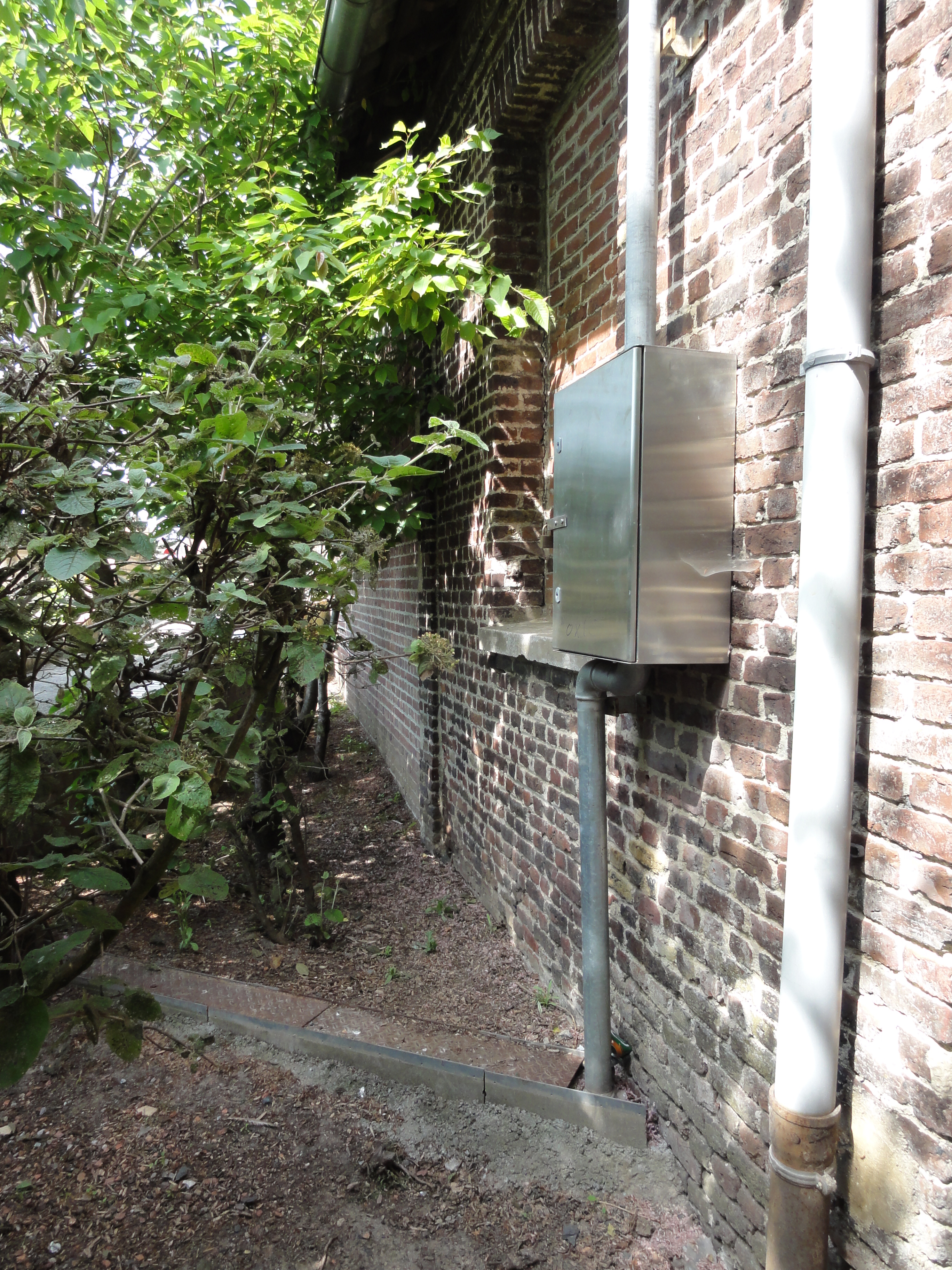
Le coffret de l'exutoire de grisou.
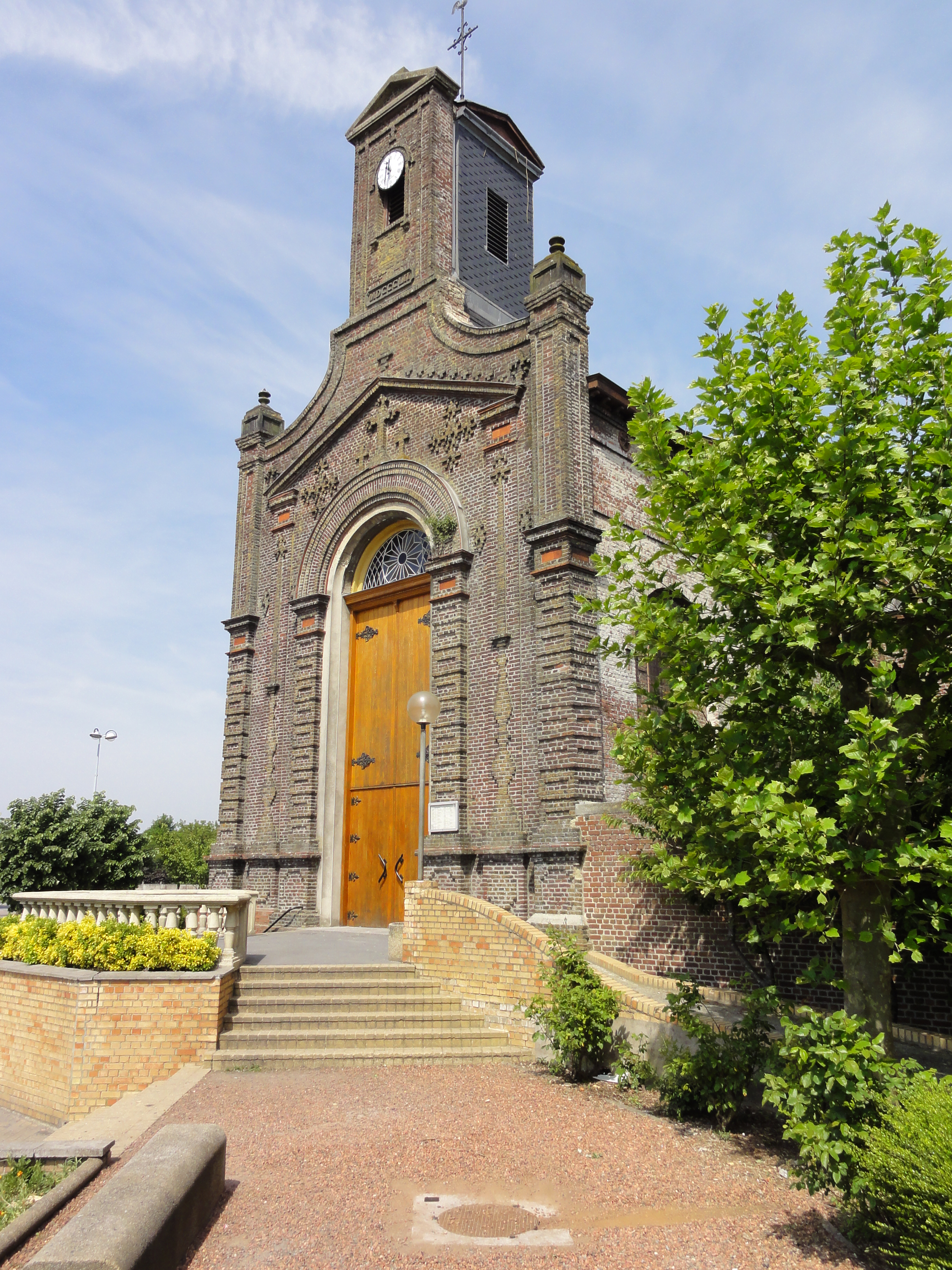
La tête de puits matérialisée dans son environnement.
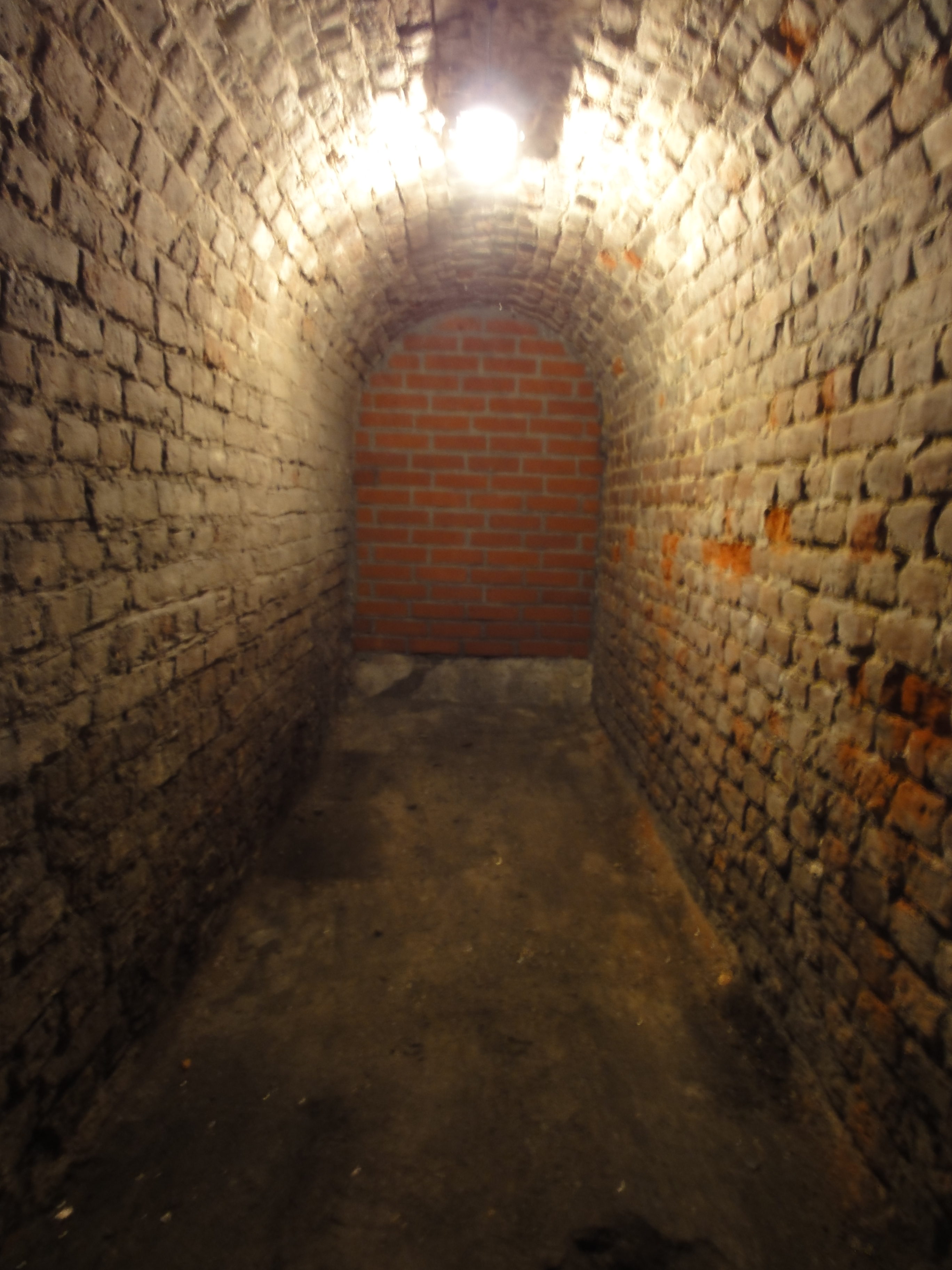
Le petit couloir muré qui emmenait au puits de descente.
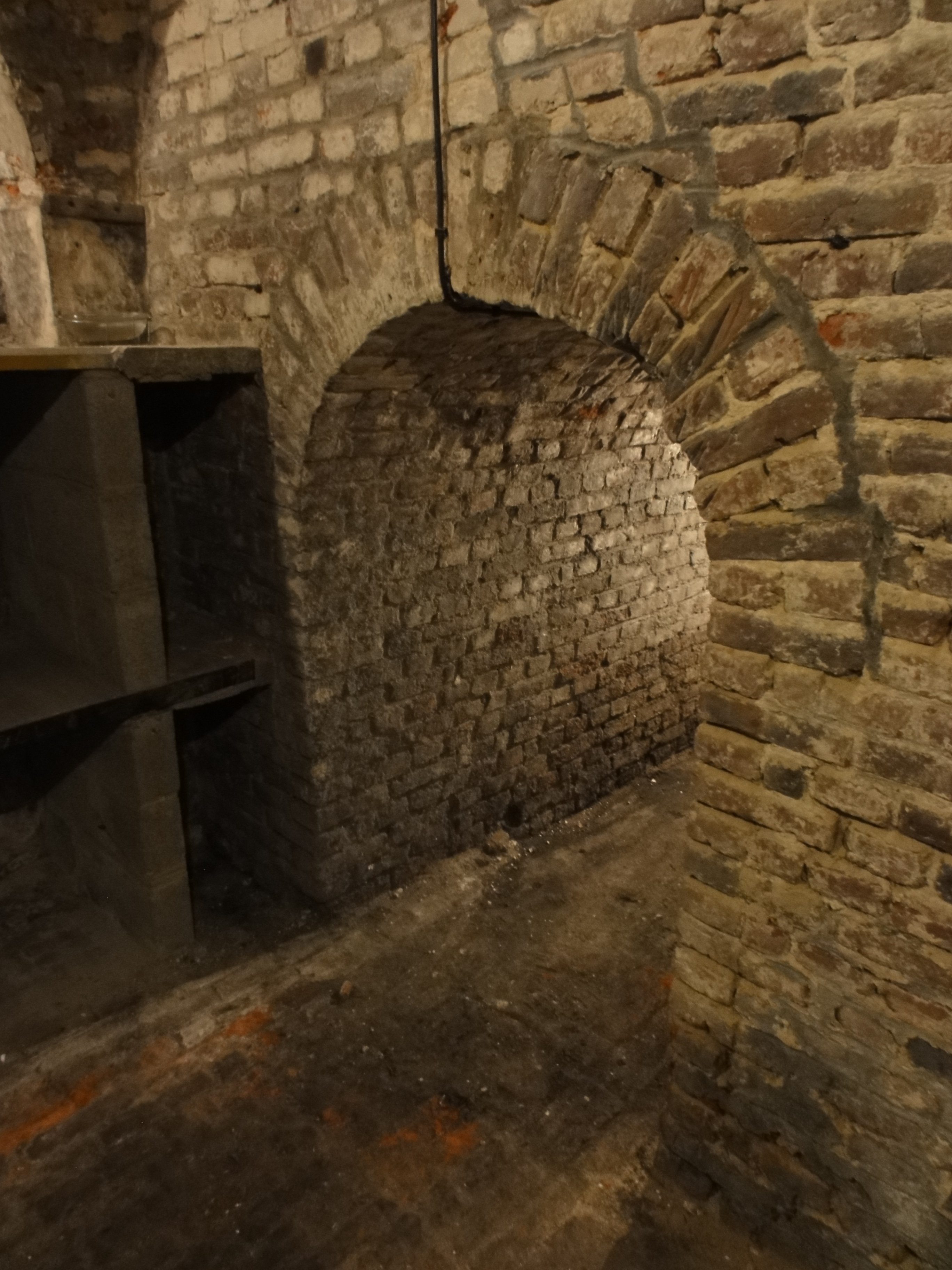
L'accès vers ce puits secondaire.

## Les cités
Les premiers corons sont bâtis en 1825. D'autres sont ajoutés au fil des décennies.
Les façades et les toitures du Coron de l'Église ont été inscrits aux monuments historiques par le décret du 1er décembre 2009. Le Coron de l'Église, la Coron Carré et le dispensaire de la Société de Secours Minière font partie des 353 éléments répartis sur 109 sites qui ont été inscrits le 30 juin 2012 sur la liste patrimoine mondial de l'Unesco. Ils constituent une partie du site no 13.

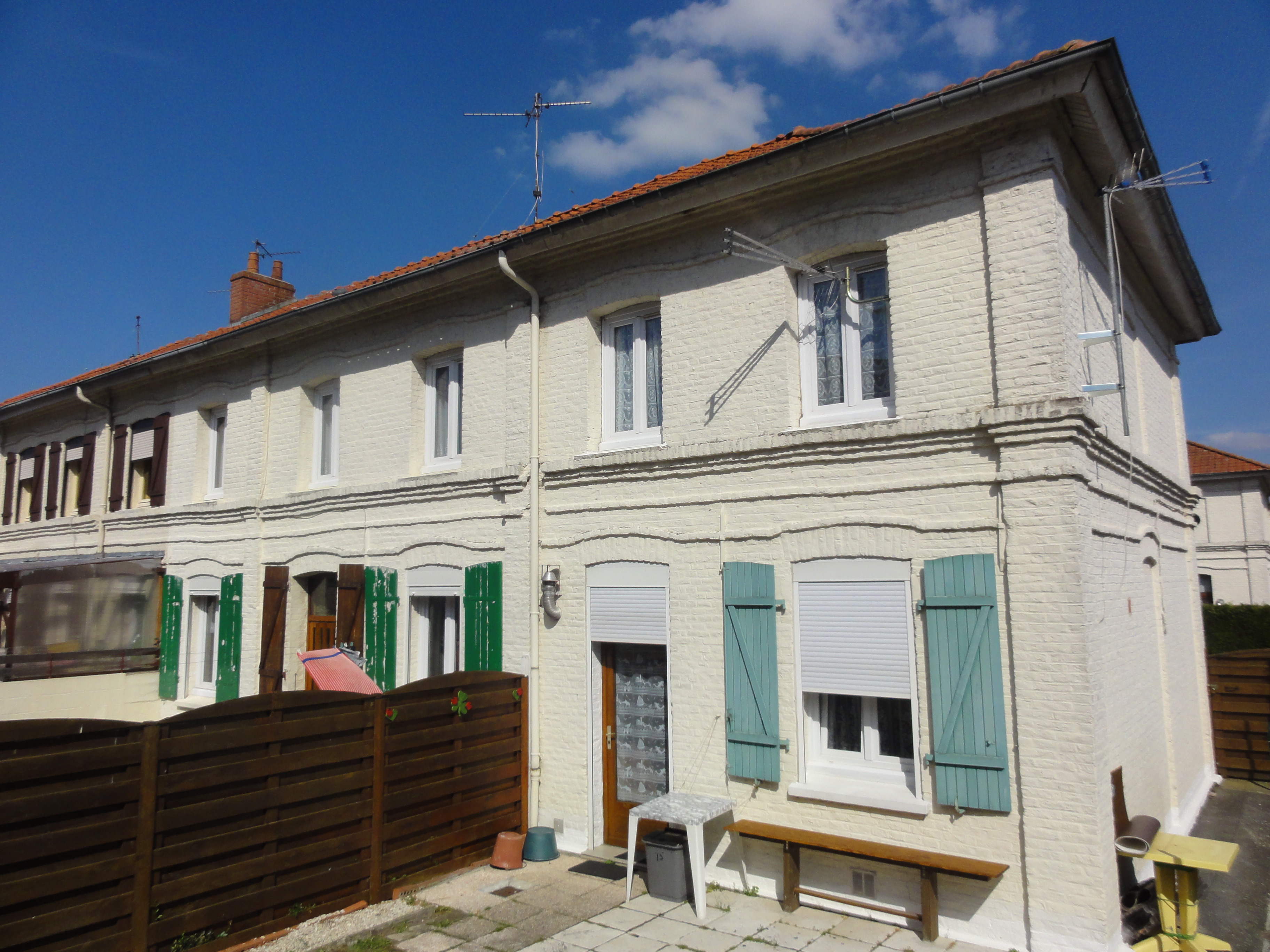
Le Coron de l'Église.
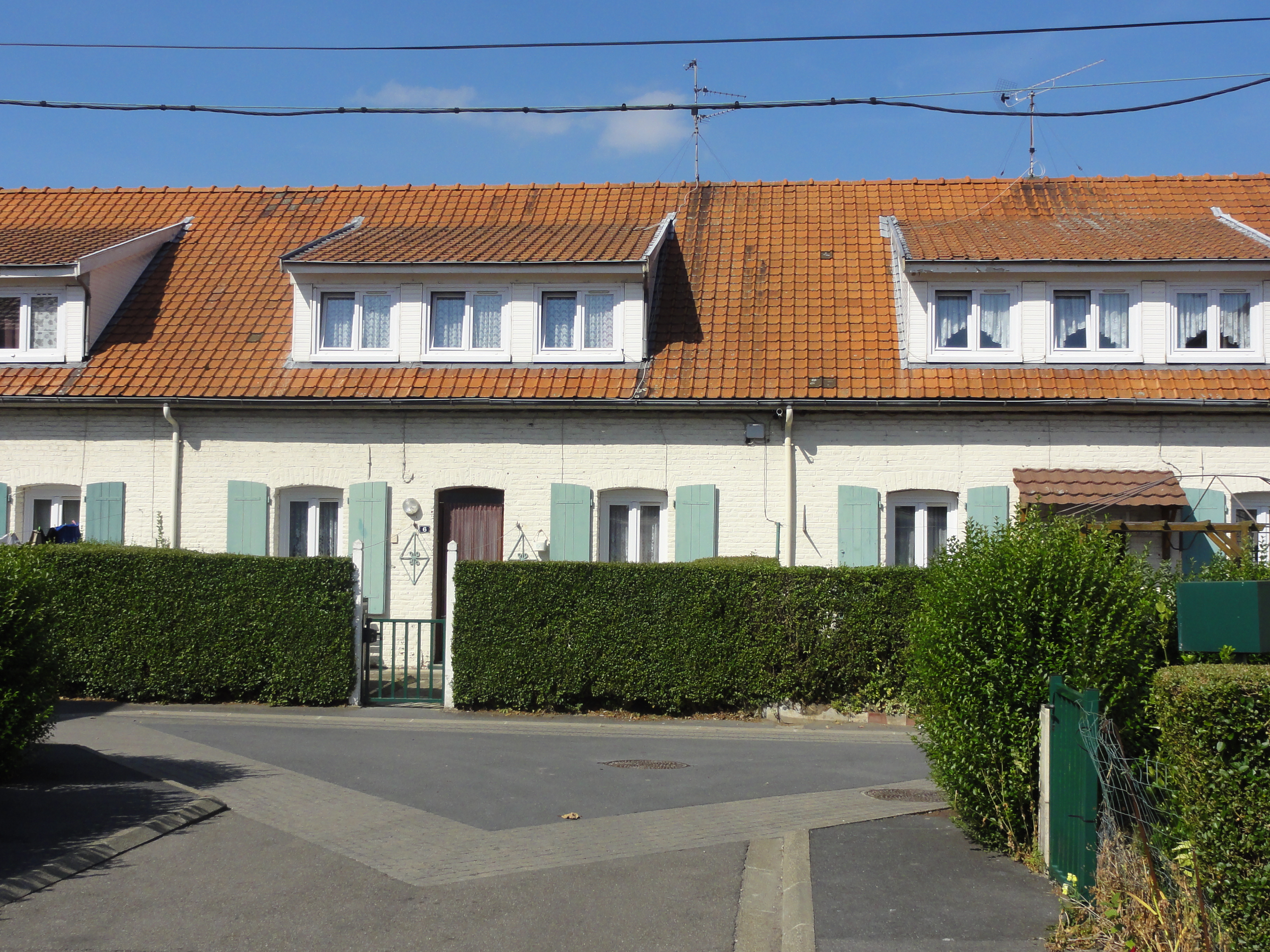
Le Coron de l'Église.
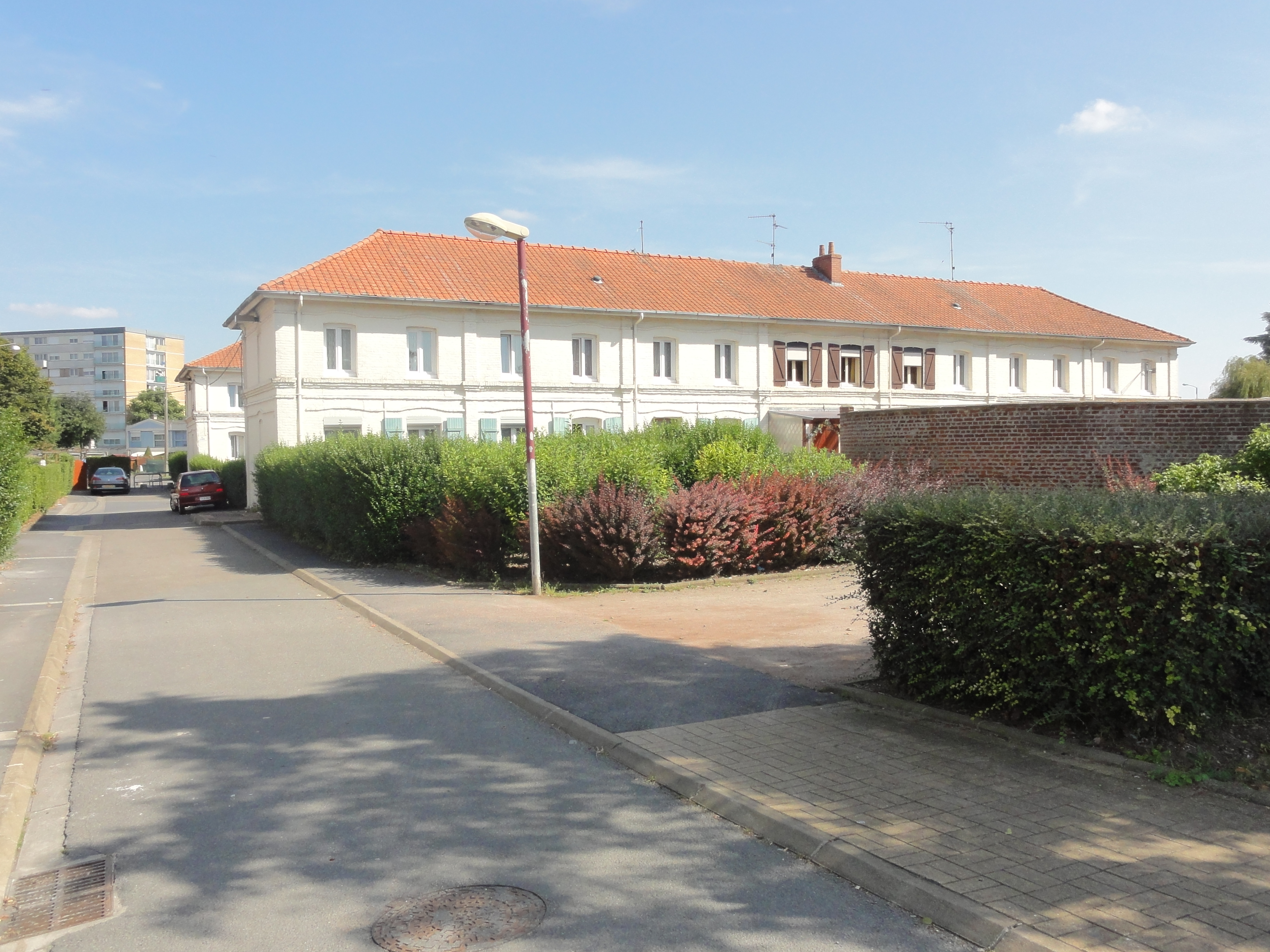
Le Coron de l'Église.
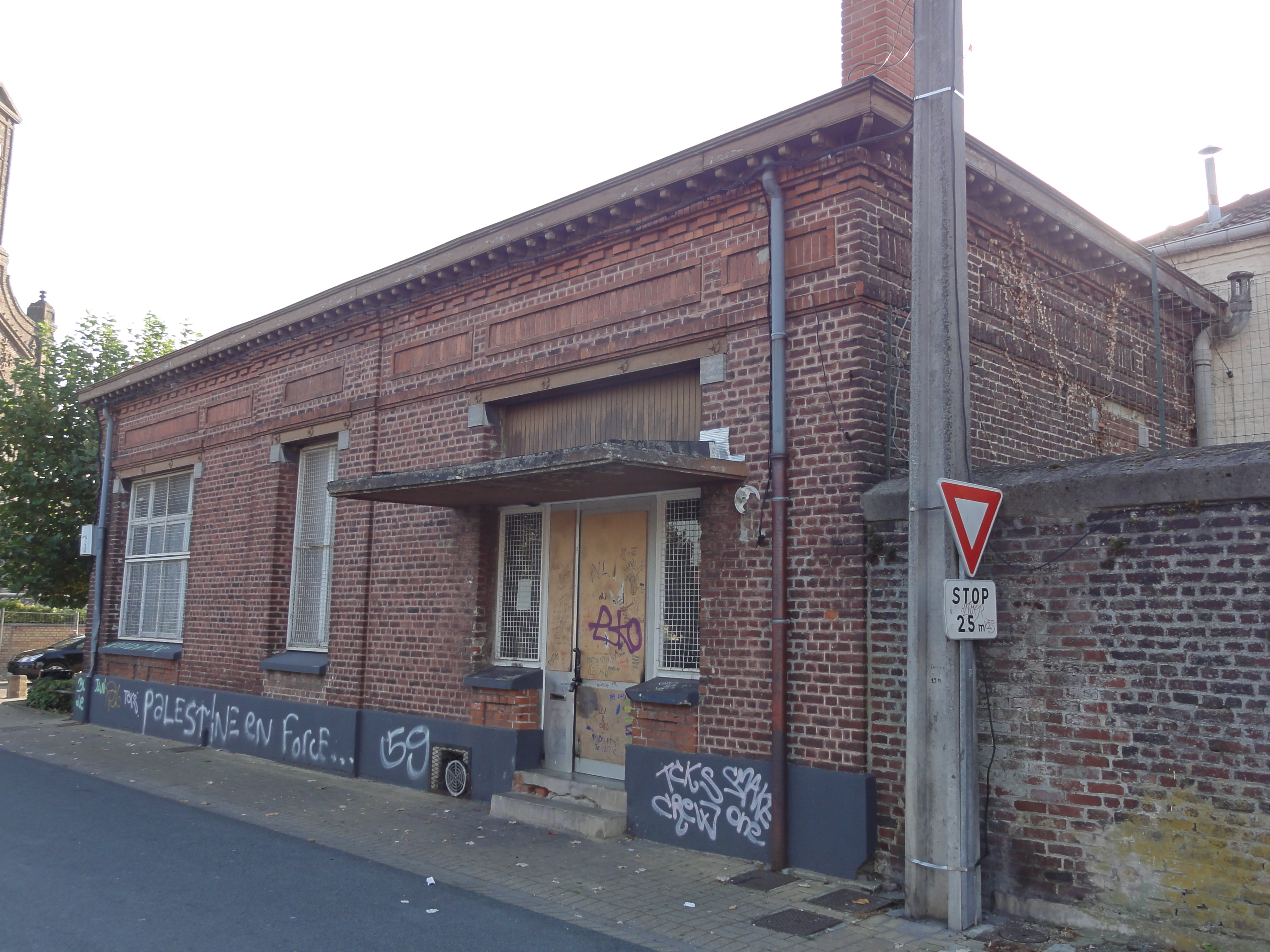
Le dispensaire de la SSM.
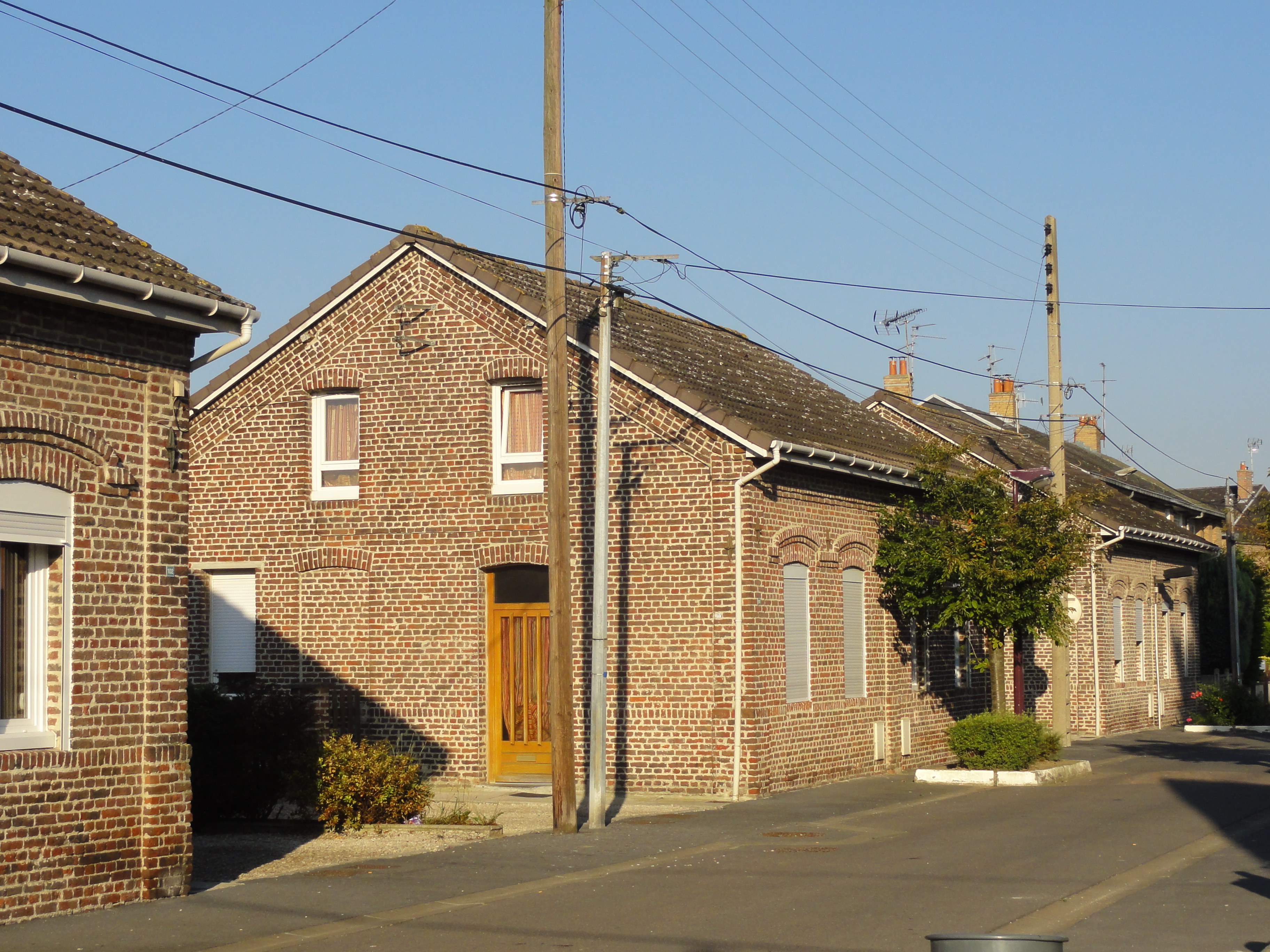
Le Coron Carré.
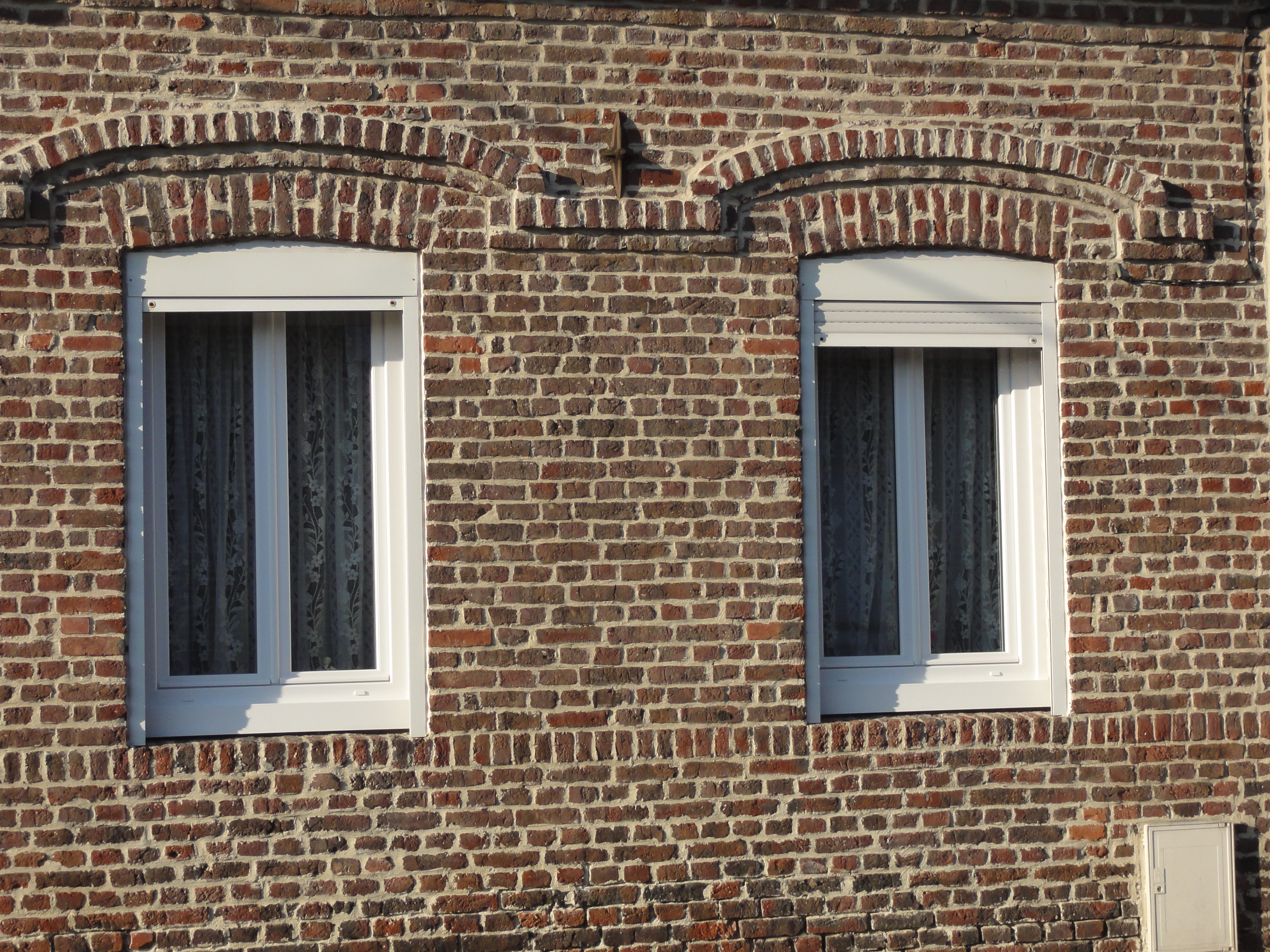
Le Coron Carré.